# Idaea undulata
Idaea undulata är en fjärilsart som beskrevs av Ludwig Osthelder 1929. Idaea undulata ingår i släktet Idaea och familjen mätare. Inga underarter finns listade i Catalogue of Life.